# Ниметаль
Ниметаль (нем. Niemetal) — община в Германии, в земле Нижняя Саксония.
Входит в состав района Гёттинген. Подчиняется управлению Дрансфельд. Население составляет 1631 человек (на 31 декабря 2010 года). Занимает площадь 28,5 км².
Коммуна подразделяется на 4 сельских округа.
| Год  | Население |
| ---- | --------- |
| 1990 | 1418      |
| 1995 | 1510      |
| 2000 | 1639      |
| 2005 | 1717      |
| 2010 | 1645      |